# 2869 Nyeprjadva
A 2869 Nepryadva (ideiglenes jelöléssel 1980 RM2) a Naprendszer kisbolygóövében található aszteroida. Nyikolaj Sztyepanovics Csernih fedezte fel 1980. szeptember 7-én.